# 前川久太郎
前川 久太郎（まえかわ きゅうたろう、1929年7月4日 - 1983年1月20日）は、日本の医学者、動物学者、民具研究家。東京医科大学教授、解剖学専攻。理学博士、医学博士。江戸時代の古民具の研究家としても知られ、主に野外食器（弁当箱）、子供錦絵（おもちゃ絵）、医学・薬学関係、旅道具などの研究を行った。大阪府出身。在職中逝去。

## 略歴
- 1949年（昭和24年） 3月 - 旧制第四高等学校理科甲類卒業
- 1952年（昭和27年） 3月 - 東京大学理学部動物学科卒業
- 1956年（昭和31年） 3月 - 東京大学理学部大学院(動物学)修了
- 1956年（昭和31年） 4月 - 東京慈恵会医科大学解剖学講師
- 1960年（昭和35年） 4月 - 東京医科大学解剖学講師
- 1960年（昭和35年）11月 - 東京大学　理学博士　学位授与。論文の題は「発情ホルモンと黄体ホルモンの相互作用」
- 1961年（昭和36年） 3月 - 東京医科大学　医学博士　学位授与。論文の題は「連続発情動物の発情ホルモン分泌量 」 [1]
- 1962年（昭和37年）12月 - 東京医科大学解剖学助教授
- 1977年（昭和52年） 4月 - 東京医科大学解剖学教授
- 1983年（昭和58年） 1月 - 逝去　享年53

- 日本解剖学会評議員
- 日本結合組織学会編集委員・評議員
- 日本動物学会会員
- 日本内分泌学会会員
- 日本医史学会会員
- 日本比較内分泌学会会員

## 著書

### 医学、動物学関係の著書
- 『利根川－自然・文化・社会－（九学会連合利根川流域調査委員会編）』（共著（「利根川流域住民の身体形質」を担当）、弘文堂、1971年）
- 『イタイイタイ病およびカドミウム中毒の発症機序と早期診断に関する研究報告書（日本公衆衛生協会編）』（共著（「カドミウムの精巣破壊作用の機序」を担当）、日本公衆衛生協会、1972年）
- 『現代動物学の課題２ 環境と内分泌（日本動物学会編）』（共著（「光環境と哺乳動物の性の周期」を担当）、東京大学出版会、1974年）
- 『ホルモンと時間：生殖周期の内分泌学（石居進編）』（共著（「光周期と性周期と運動周期」を担当）、学会出版センター、1980年）
- 『ホルモンとかたち（井上昌次郎編）』（共著（「生殖機能調節と松果体」を担当）、学会出版センター、1981年）

### 民具関係の著書
- 『江戸明治「おもちゃ絵」』（上野晴朗との共著、アドファイブ東京文庫、1976年）
- 『江戸のデザイン』（共著（「引札」を担当）、小学館、1977年）
- 『江戸の紙細工』（誠文堂新光社、1978年）
- 『道具からみた江戸の生活』（ぺりかん社、1978年）
- 『くすり博物館』（青木允夫との共編、彩巧社、1979年）
- 『遊びの百科全書 第7巻　玩具館（澁澤龍彦編）』（共著（「組上げ錦絵」を担当）、日本ブリタニカ、1980年）
- 『江戸の二十四時間』（共著（「江戸の四百四病」を担当）、中央公論社、1980年）
- 『民具のこころ』（時事通信社、1981年）
- 『見たままのソ連88章』（時事通信社、1983年）
- 『道具が証言する江戸の暮らし』（小学館文庫、1999年、ISBN 4-09-417061-8）
- 『江戸・明治「おもちゃ絵」』（上野晴朗との共著、日本図書センター、2014年、ISBN 978-4-284-40216-3）
- 『薬の博物館』（青木允夫との共編、日本図書センター、2014年、ISBN 978-4-284-50346-4）

## 新聞・雑誌の主な連載

### 医学、動物学関係の連載
- 『ホルモンに強くなろう』（新潟日報（徳島新聞では「ホルモンの話」）、1975年～1976年）
- 『江戸動物づくし』（信濃毎日新聞、1979年）
- 『江戸の動物誌』（ボナンザ「月刊ボナンザ」、1980年～1983年）

### 民具関係の連載
- 『古民具講座』（ボナンザ「月刊ボナンザ」、1973年～1979年）
- 『日本の民具』（北海道新聞（同様の記事を東京新聞、中日新聞、徳島新聞、日刊福井でも掲載）、1976年～1977年）
- 『すごろく物語』（新潟日報他、約10の地方紙で掲載、1976年）
- 『弁当考』（信濃毎日新聞、1976年）
- 『続弁当考』（信濃毎日新聞、1976年）

## テレビ・ラジオの出演
- 『趣味の30分』（NHKテレビ、1972年）
- 『趣味の手帳』（NHKラジオ、1977年）
- 『こちら情報部』（NHKテレビ、1980年）
- 『お好み演芸会』（NHKテレビ、1981年）
- 『ホビー百科』（TBSテレビ、1981年）